# The Big Fish

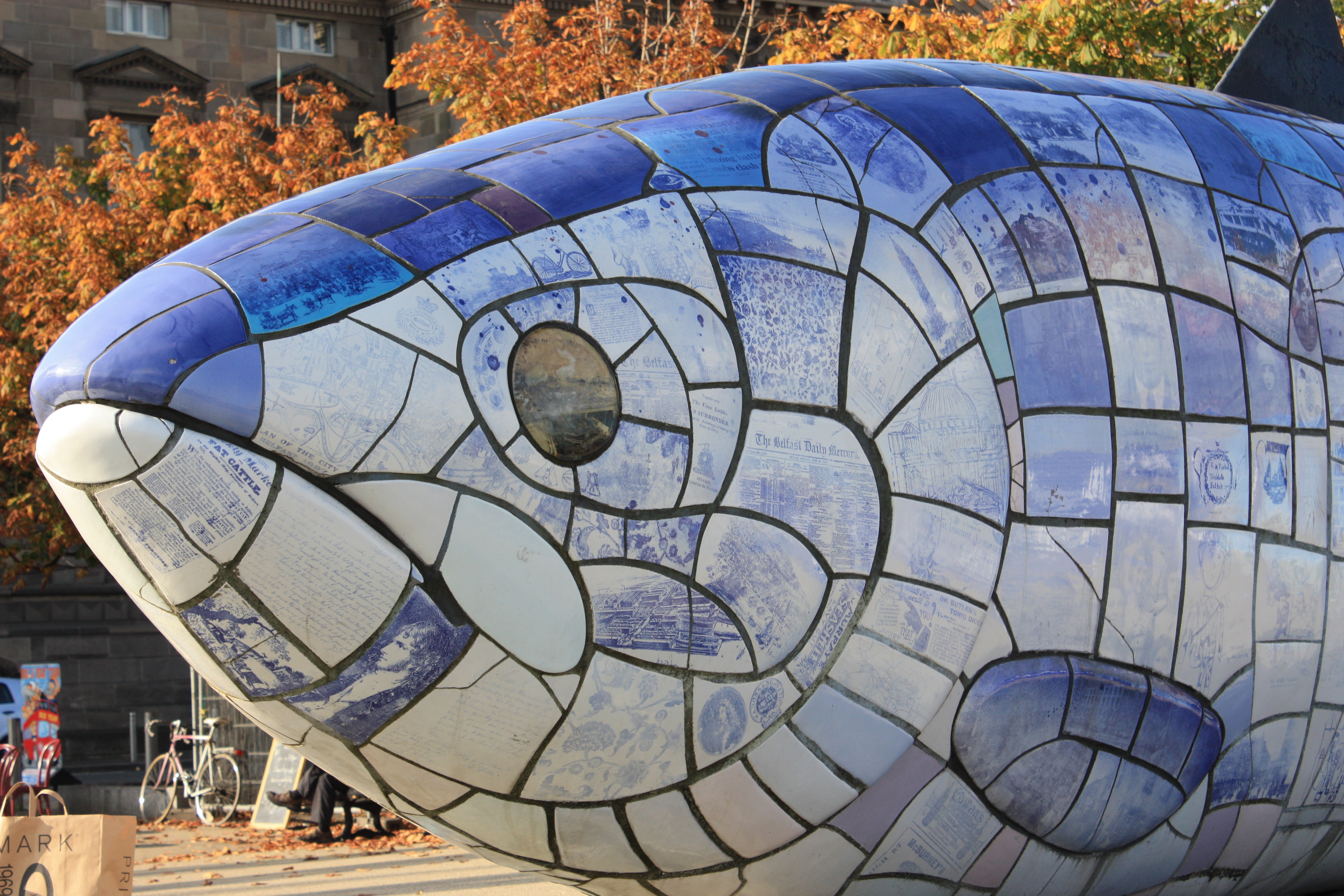
The Big Fish, 2009.

The Big Fish är en skulptur av John Kindness i Belfast. Den föreställer en 10 meter lång lax vars blåa fjäll, gjorda i keramik, pryds av bilder och texter relaterade till stadens historia. Konstverket utfördes 1999 för att uppmärksamma restaureringen av floden Lagan och är beläget på Donegall Quay vid floden.